# Барберино ди Муђело
Барберино ди Муђело (итал. Barberino di Mugello) је насеље у Италији у округу Фиренца, региону Тоскана.
Према процени из 2011. у насељу је живело 5680 становника. Насеље се налази на надморској висини од 290 м.

## Становништво
| 1931.  | 1936.  | 1951.  | 1961. | 1971. | 1981. | 1991. | 2001. | 2011.  |
| ------ | ------ | ------ | ----- | ----- | ----- | ----- | ----- | ------ |
| 12.052 | 11.549 | 10.366 | 8.480 | 7.426 | 8.059 | 8.739 | 9.531 | 10.461 |